# Барятинский, Иван Викторович
Князь Ива́н Ви́кторович Баря́тинский (1857—1915) — русский общественный деятель и политик, член III Государственной думы от Курской губернии.

## Биография
Представитель княжеского рода Барятинских. Сын участника Синопского сражения и Севастопольской обороны Виктора Ивановича Барятинского, племянник генерал-фельдмаршала А. И. Барятинского. Землевладелец Льговского уезда (4000 десятин).
Окончил Николаевские морские классы. Прослужил на флоте около двенадцати лет, совершив одно кругосветное и несколько заграничных плаваний. В чине мичмана участвовал в русско-турецкой войне 1877—1878 годов: состоял на Дунае в отряде Гвардейского экипажа на минных катерах, участвовал в зимнем переходе Гвардейского экипажа через Балканы.
В 1885 году вышел в отставку в чине капитан-лейтенанта и поселился в имениях Курской губернии, где посвятил себя ведению хозяйства и общественной деятельности. Избирался гласным Суджанского уездного (с 1885), Льговского уездного и Курского губернского (с 1897) земских собраний, почетным мировым судьей в обоих уездах. В 1892 году был избран льговским уездным предводителем дворянства, в каковой должности пробыл 4 трехлетия. Стал одним из основателей и председателем Льговского сельскохозяйственного общества. В 1902 году был избран почетным гражданином Льгова. Состоял в придворном звании камергера. Был членом Центрального совета Всероссийского Союза земельных собственников (1905), участвовал в съездах Объединенного дворянства.
В 1907 году был избран членом Государственной думы от Курской губернии. Входил во фракцию правых (1-я сессия), умеренно-правых (2-я сессия), с 3-й сессии — в русскую национальную фракцию. В мае 1911 года перешел в группу независимых националистов П. Н. Крупенского. Состоял товарищем председателя комиссии для рассмотрения законопроекта об охоте, а также членом комиссий: по государственной обороне и по местному самоуправлению.
Был членом курского губернского отдела «Союза русского народа». В 1910 году стал членом-учредителем Всероссийского национального клуба, входил в Совет старшин клуба. Во время Первой мировой войны состоял особоуполномоченным Красного Креста при 2-й армии.
Умер в 1915 году в Галиции. Был похоронен в фамильном склепе усадьбы Барятинских Марьино. После революции склеп был разрушен.

## Семья
Жена (с 1888 года) — княжна Мария Владимировна Барятинская (29.04.1851—02.07.1937), дочь князя В. И. Барятинского, крестница цесаревича Александра Николаевича и великой княгини Марии Николаевны; фрейлина двора (22.07.1868). С 1882 года была замужем за лейтенантом Григорием Петровичем Извольским (1854—1884). Брак этот был заключен по любви и к большому сожалению матери невесты. Извольский был всегда без денег и не из светского общества. Вскоре он умер от чахотки. В память о муже Мария Владимировна построила церковь, при которой жила в строгом трауре. Многие думали, что она собирается полностью посвятить себя служению Богу. Поэтому, когда она вновь вышла замуж, то в свете её шутливо прозвали «Ex-la-Chapelle» («бывшая-из-часовни»).
Брак с двоюродным братом князем Барятинским был рассчитан на сохранение майората. Для его заключения потребовалось получение разрешения из Синода. Много занималась благотворительностью, была председателем Льговского благотворительного общества, сотрудничала в Красном Кресте. За свою деятельность была пожалована в кавалерственные дамы ордена Св. Екатерины (малого креста) (25.05.1914). Была последней владелицей особняка на Миллионной, д. 21. Революцию встретила в своем крымском имении Уч-Чам («Три сосны»), где всегда было много гостей и родственников. В годы Гражданской войны оказалась в ялтинской тюрьме. В 1919 году выехала за границу, но вскоре вернулась в Крым. В 1920 году на пароходе «Константин» эмигрировала в Константинополь, после жила в Риме, оставшуюся жизнь провела в Каннах, где и была похоронена. Оставила воспоминания и дневник, в котором описала ситуацию в Крыму в 1918 году.